# Lesiana
Lesiana (niem. Leschane, w latach 1939–1945 Waldig, śl. Lejsiany) – przysiółek wsi Januszkowice w Polsce, położony w województwie opolskim, w powiecie krapkowickim, w gminie Zdzieszowice.
Lesiana wchodzi w skład sołectwa Januszkowice.
W latach 1975–1998 przysiółek administracyjnie należał do ówczesnego województwa opolskiego.
Znajdują się tutaj złoża piasku. Lesiana leży na obszarach trwale zagrożonych powodzią.